# Ел Камино: Чиста хемија филм
Ел Камино: Чиста хемија филм (енгл. El Camino: A Breaking Bad Movie) је амерички нео-вестерн криминалистички трилер из 2019. године, који представља наставак и епилог телевизијске серије Чиста хемија, чија радња је пратила професора хемије Волтера Вајта који се удружио са својим бившим учеником, Џесијем Пинкманом, и њих двојица су почели да производе и продају метамфетамин. Креатор серије, Винс Гилиген, је режирао, продуцирао и написао сценарио за овај филм, док је Арон Пол репризирао своју улогу као Џеси Пинкман. Радња филма прати Пинкмана и догађаје које директно прате последњу епизоду серије. Неки глумци коју су се појавили у серији су репризирали своје улоге овде, а међу којима су Џеси Племонс, Роберт Форстер, Чарлс Бејкер, Мет Џоунс, Џонатан Бенкс, Кристен Ритер и Брајан Кранстон. Овај филм је био један од последњих у којима се појавио Форстер, пошто је он преминуо на дан изласка филма.
Гилиген је првобитно почео да разматра причу за овај филм током снимања последње сезоне серије Чиста хемија. Представио је своју идеју Полу 2017, а снимање је почело у тајности у Новом Мексику у новембру 2018. и трајало је 50 дана. Пројекат је остао непотврђен све до августа 2019, када је Нетфликс реализовао филмски трејлер.
Филм је реализован на Нетфликсу и у одабраним биоскопима 11. октобра 2019, док је на каналу AMC премијерно емитован 16. фебруара 2020. године. Добио је позитивне критике од стране критичара, који су похвалили глуму Пола и Племонса, као и Гилигенову режију. Филм је био номинован за бројне награде, а освојио је Телевизијску награду по избору критичара за најбољи телевизијски филм и награду Сателит у истој категорији.

## Радња
У флешбеку, Џеси Пинкман и Мајк Ермантраут разговарају мало пре него што напусте Волтер Вајтов посао са метамфетамином. Џеси пита Мајка куда би он отишао да започне живот испочетка. Мајк одговара да би, кад би био млађи, отишао на Аљаску и Џеси ту идеју сматра привлачном. Џеси изражава жељу да се промени због ранијих кривичних дела, али Мајк га упозорава да би његов нови живот то онемогућио.
У садашњости, Џеси бежи из скровишта Џека Велкера, возећи Ел Камино који је припадао Тоду Алквисту. Одлази у Албукерки, до куће Скини Пита и Беџера, који сакривају његов ауто и дају Џесију место да преспава. Следећег јутра, Џеси позива Старог Џоа да одбаци Ел Камино, али Џо бежи након што је открио да на том аутомобилу постоји систем за заштиту од крађе. Пит тада осмишљава план према коме ће изгледати да је Џеси побегао у Мексико, након што је узео Питов Форд тандербирд у замену за свој Ел Камино. Пит и Беџер дају Џесију новац који су добили од Волтера, а Беџер вози Тандербирд неколико сати ка југу. Пит остаје код куће у Ел Камину и чека да полиција реагује на систем за заштиту од крађе. Џеси одлази у Беџеровом Понтијак Фијеру и преко радија сазнаје да је Волтер умро у Џековом скровишту и да је Лидија Родарт-Квејл, жена коју је отровао, смртно болесна.
У флешбеку, Џеси се налази у заробљеништву, а Тод га одводи у свој стан како би му помогао да сакрије тело чистачице, коју је убио након што је она открила његов скривени новац. Заобилазе Луа, Тодовог наметљивог комшију и закопавају леш у пустињи. Џеси се накратко докопава пиштоља, али Тод га одговара од пуцања. У садашњости, Џеси се ушуњава у Тодов стан и претражује га, покушавајући да нађе скривени новац. Двојица полицајаца, Кејси и Нил, улазе у стан и започињу претрагу. Џеси се сакрива, али држи Кејсија на нишану након што га је овај пронашао. Нил разоружава Џесија, који схвата да њих двојица нису полицајци, већ криминалци који такође траже Тодов новац. Да би се спасио, Џеси им открива да је пронашао новац. Лу их извештава да је нашао поруку од Тода, а Кејси се претвара да је заинтересован како би га одвратио. Нил и Џеси тада преговарају о новцу; Нил пристаје да пусти Џесија да узме трећину. Док одлазе, Џеси препознаје Нила као заваривача који је израдио ланац за који је био везан док је био приморан да кува метамфетамин за Џека и његово Братство.
Џеси проналази Еда Галбрејта, стручњака за обезбеђивање нових идентитета и нових места за живот за криминалце. Ед тражи Џесију 125 хиљада долара у замену за помоћ, плус додатних 125 хиљада долара за претходну прилику када га је Џеси ангажовао, али није се појавио. Џесију недостаје 1800 долара, па Ед одбија да му помогне и позива полицију. Знајући да су под надзором, Џеси зове своје родитеље те вечери и изражава спремност да се преда. Након што његови родитељи и полиција оду, Џеси неприметно улази у кућу Пинкманових и узима два пиштоља из сефа свог оца.
Џеси одлази у Нилову продавницу, где Нил, Кејси и њихова три пријатеља прослављају уз девојке и кокаин. Након што девојке оду, Џеси тражи од Нила 1800 долара, али овај одбија. Видевши пиштољ у Џесијевим панталонама, Нил га изазива на двобој за његов део новца. Џеси пристаје, а кад Нил посегне за својим пиштољем, Џеси га упуцава другим пиштољем који је био сакривен у џепу његове јакне. Кејси пуца на Џесија, али Џеси га убија. Џеси узима возачке дозволе преосталих мушкараца и пушта их да оду, под претњом да ће се вратити и убити их ако кажу полицији. Узима Нилов новац и одлази након што је изазвао експлозију како би сакрио своје трагове.
У флешбеку, Волтер и Џеси доручкују након вишедневног кувања метамфетамина. Процењујући да ће зарадити више од милион долара, Волтер говори да је цео живот чекао да уради нешто посебно и каже да Џеси има среће јер неће морати да сачека.
У садашњости, Ед одвози Џесија до аутомобила паркираног у близини града Хајнса на Аљасци. Џеси даје Еду писмо за Брока Кантиља и признаје да нема никог другог са ким би желео да се опрости. Возећи се, Џеси се присећа свог времена са Џејн Марголис. Говори јој да се диви ономе што је рекла о одласку куда год их свемир одведе, али она то одбацује као метафору и подстиче га да доноси сопствене одлуке. Џеси наставља да вози даље, смешећи се перспективи новог живота.

## Улоге
| Глумац          | Улога                  |
| --------------- | ---------------------- |
| Арон Пол        | Џеси Пинкман           |
| Џеси Племонс    | Тод Алквист            |
| Кристен Ритер   | Џејн Марголис          |
| Чарлс Бејкер    | Скини Пит              |
| Мет Џоунс       | Брендон „Беџер” Мејхју |
| Скот Макартур   | Нил Кенди              |
| Скот Шеперд     | Кејси                  |
| Том Бауер       | Лу                     |
| Кевин Ранкин    | Кени                   |
| Лари Ханкин     | Стари Џо               |
| Тес Харпер      | Дајана Пинкман         |
| Мајкл Бофшевер  | Адам Пинкман           |
| Роберт Форстер  | Ед Галбрејт            |
| Џонатан Бенкс   | Мајк Ермантраут        |
| Брајан Кранстон | Волтер Вајт            |